# Дунавски кон
Дунавски кон е местна за България, но слабо разпространена полукръвна лековпрегатна порода коне, създадена в резултат на многогодишна селекция.

## История
Породата е създадена в конезавод „Клементина“ край Плевен. В работата по създаването ѝ, освен местни полукръвни и англо-арабски кобили, са използвани и кобили от породата Нониус, внесени от Унгария през 1893 г. В продължение на 25 години развъдната цел е неизяснена – използвани са коне (жребци и кобили) от Англо-арабска, Арабска Шагия, Липицанска, Рисиста и други породи, като е извършвано безсистемно кръстосване. При създаването на дунавската порода е прилагано чистопородно развъждане на коне от породата Нониус, послужили за основа на племенното стадо. Заедно с това било прилагано и поглъщателно кръстосване на местните и подобрените кобили и жребци Нониус. Заедно с Източнобългарския кон и плевенския кон породата е призната през 1951 година.

## Разпространение
Породата е доста слабо разпространена. Среща се в стопанства в Северозападна и Западна България. Към 2008 г. броят на представителите на породата е 750 индивида.
Рисков статус – застрашена от изчезване.

## Описание
Конете са със средноголяма глава с права профилна линия. Шията е средно дълга. Височината при холката е 162 cm. Гърбът е прав, а поясницата е широка. Космите по гривата са дълги и черни. Краката са дълги и здрави. Цветът на космената покривка е черен, кестеняв и тъмнокестеняв.
Конете имат спокоен темперамент, често дори и флегматичен. Имат добри спортни качества и лесно се поддават на дресура.